# Жеребцов, Владимир Евгеньевич
Владимир Евгеньевич Жеребцов (род. 7 декабря 1983) — российский актёр театра и кино.

## Биография
Родился 7 декабря 1983 года в Москве. Заниматься актёрским искусством Владимир Жеребцов начал в театральной студии Юпитер" при школе № 156, где впервые и сыграл на сцене ещё в тринадцатилетнем возрасте. После школы Владимир рассчитывал на поступление в театральный институт и подал документы сразу в несколько ВУЗов. Среди них также были исторический факультет и Институт стали и сплавов.
На большой сцене актёр дебютировал в спектакле «Тайны мадридского двора» Э. Скриба и Е. Легуве в постановке В. Бейлиса (Государственный академический Малый театр). В 2003 году судьба связывает Владимира с Московским драматическим театром им. А. С. Пушкина, когда ещё будучи студентом второго курса он был утверждён на роль Ромео в спектакле «Ромео и Джульетта» (постановка — Р.Козака). В том же 2003 году получает премию «Московский дебют» за исполнение этой роли.
С 2004 года исполняет роль Жан-Пьера в мюзикле по сказке Ш. Перро «Кот в сапогах» (постановка Е. Писарева). В сезоне 2004—2005 гг. был занят в дипломных спектаклях: «Тень» (постановка В. Бейлиса, Тень), «Старший сын» (постановка Р. Солнцевой, Владимир), «Доктор философии» (постановка Б. Клюева), «Чудная ночь» (постановка Е. Дмитриевой, Кумова жена).

## Театр
Осенью 2005 года зачислен в группу Московского драматического театра им. А. С. Пушкина. В том же году выходит на сцену в спектаклях «Аленький цветочек» (Чудище), «Ночи Кабирии» (Тулио), «Недосягаемая» (Рой Каннингхэм), «Остров сокровищ» (Веселый Гомес). С 2007 года исполняет главную роль в спектакле «Пули над Бродвеем» (драматург Девид Швайн) по мотивам одноимённого фильма Вуди Аллена.
6 марта 2009 года в Московском драматическом театре им. А. С. Пушкина состоялась премьера спектакля «Письмо счастья» (реж. — Дж. Дж. Джилинджер) с участием Владимира Жеребцова (граф).
C 2010 года играл роль Ипполита в спектакле «Федра».
В настоящее время Владимир Жеребцов играет в спектаклях «Аленький цветочек», «Босиком по парку», «Великая магия», «Много шума из ничего», «Остров сокровищ» и «Ричард-Ричард», «Тартюф».

## Кино
Владимир Жеребцов снимается в кино с 2002 года.
Первой большой ролью в кино является роль молодого Леонида Утесова в телесериале «Утесов. Песня длиною в жизнь», где он сыграл вместе с такими актёрами как Марат Башаров, Богдан Бенюк, Марина Александрова.
Затем выходят фильмы «Вернуть Веру», «Формула зеро», «Седьмой лепесток», «Пари», сериалы «Доярка из Хацапетовки», «Морозов», «Широка река», «Жизнь, которой не было».

## Личная жизнь
- Жена: Анастасия Панина — актриса
- Дочь: Александра (род. 28 июня 2010 года)

## Хобби
Артист занимается карате, этот вид единоборства ему помогает выполнять несложные трюки на съемочной площадке.

## Владимир Жеребцов о некоторых своих ролях
«Пари»:
«Это тот самый случай, когда из шутки рождается трагедия. Сначала история показалась легкой: поспорили два человека, всё понятно, но когда начали работать непосредственно на площадке, отношение к моему персонажу и самому сюжету сильно изменилось. Эмоционально картина отняла у меня много сил и энергии. Одновременно мне было и страшно, и интересно работать. Участие в проекте, где импровизационно решались целые сцены, стало для меня огромным опытом, обогатившим мою творческую биографию.
об Алексее Гусеве из сериала «Жизнь, которой не было»:
«Мой герой весьма прозаичен с одной стороны. Он простой, обыкновенный человек, мечтающий обрести своё счастье. Но с другой стороны, и у него есть свои тараканы в голове, ведь, как говорят, в тихом омуте черти водятся. Очень интересно следить за развитием внутреннего конфликта героя, который в итоге заставляет его переступить через черту и приводит к убийству»
.
о Максиме Кузовлеве из сериала «Широка река» :
«Петр очень земной человек на взгляд Максима. Он хочет дом, семью, детей, а для Максима любовь — это какие-то неземные взаимоотношения, которые он находит в Ане. Это прикосновения, взгляды. Он цепляется за неё. Он готов идти до конца ради этого человека».

## Фильмография
1. 2003 — Желанная (серия № 5) — эпизод
2. 2003 — Таксист — Иван
3. 2004 — Стилет 2 — Алексей Кормильцев
4. 2005 — Бумер. Фильм второй — Игорь
5. 2005 — Громовы — Павел
6. 2005 — Дунечка — Коля Иваненко
7. 2006 — Вернуть Веру — Женя, фигурист, напарник Веры
8. 2006 — Неверность — Евгений Костыга
9. 2006 — Утёсов. Песня длиною в жизнь — Леонид Осипович Утёсов («Лёдя») в юности
10. 2006 — Формула зеро — Володя
11. 2006 — Юнкера — подпоручик Лбов
12. 2007 — Доярка из Хацапетовки — Вася, друг Димы и жених Даши
13. 2007 — Седьмой лепесток — Александр Максимович Котёночкин, «ботаник»
14. 2008 — Морозов — Максим Банников
15. 2008 — Пари — Максим Солнцев, менеджер
16. 2008 — Широка река — Максим Николаевич Кузовлев, молодой хирург
17. 2008 — Жизнь, которой не было — Алексей Гусев, сын Александра Николаевича Гусева
18. 2009 — Мой — Михаил Гордеев
19. 2009 — Первая попытка — Леонид Воронин («Мырзик»), любовник и сожитель Мары, фотограф
20. 2009 — Правда скрывает ложь — Кирилл Валуев
21. 2009 — Доярка из Хацапетовки 2: Вызов судьбе — Вася Чернышов (в молодости)
22. 2009 — Её сердце — Роман Евгеньевич Гаврилов
23. 2010 — Александра — Рома
24. 2010 — Всё ради тебя — Евгений Пронин, референт Алтухова
25. 2010 — Москва. Три вокзала — Валерий Дробот, старший лейтенант милиции
26. 2011 — Случайный свидетель — Иван Тарасюк, случайный свидетель покушения на жизнь Лялиной
27. 2011 — Москва. Три вокзала 2 — Валерий Дробот, старший лейтенант милиции
28. 2011 — Москва. Три вокзала 3 — Валерий Дробот, капитан милиции
29. 2011 — Паутинка бабьего лета — Максим Белов, друг детства Анны
30. 2012 — 2023 — Склифосовский — Константин Германович Лазарев (с первого сезона; с первой по 24-ю серию — ординатор, с 25-й по 180-ю серии — хирург отделения неотложной хирургии, со 180-й серии — заместитель заведующей отделением неотложной хирургии. Сын Марии Валерьевны, внук Александры Ивановны, с 75-й серии — пасынок Хромова. С 117-й по 120-ю серию находился под следствием. Бывший парень Анны Афанасьевой. С 160-й серии — муж Александры Покровской. Приёмный отец Ильи Хромова. В последней серии десятого сезона пострадал в аварии.
31. 2013 — Мой любимый гений — Влад Емельянов
32. 2013 — Королева бандитов — Андрей Коробов
33. 2013 — Красавица — Андрей Савин
34. 2013 — Подпоручикъ Ромашовъ — Лбов
35. 2013 — Кукловоды — Вадим («13-й»)
36. 2013 — Невеста моего жениха / Nevesta moego zheniha — Евгений Логинов, художник, бывший жених Насти
37. 2014 — Уйти, чтобы вернуться — Игорь Берзин
38. 2014 — Физрук — Слава («Славян»), интернет-предприниматель, бывший молодой человек учительницы литературы Татьяны Александровны
39. 2014 — Турецкий транзит — Станислав Карелин, популярный телеведущий, друг детства Риты
40. 2014 — Память сердца — Игорь Ижорский
41. 2015 — Королева красоты — Валерий Зубов
42. 2015 — Мамочки — Андрей Кириллович Анисимов, учитель географии в школе, муж / бывший муж Виктории Смирновой
43. 2015 — Сын моего отца — Глеб Романов, нейрохирург, приёмный сын Романовых, названный брат Бориса
44. 2016 — Ложь во спасение — Олег Субботин, следователь, второй муж Ирины
45. 2016 — Солнце в подарок — Андрей
46. 2016 — Валькины несчастья — Юрий, однокурсник Вали
47. 2017 — Радуга в небе — Максим
48. 2017 — Благие намерения — Максим
49. 2017 — Наживка для ангела — Семён Вырубов
50. 2018 — Обратная сторона любви — Михаил Андреевич Жданов, бизнесмен, владелец сети магазинов одежды, муж Натальи, отчим Димы, сын Тамары Гавриловны
51. 2018 — Бывшие — Дима
52. 2018 — Дом с чёрными котами — Руслан Сергеевич, частный детектив из Санкт-Петербурга
53. 2019 — Как выйти замуж. Инструкция — Владовский, психотерапевт
54. 2019 — Горная болезнь — Павел
55. 2019 — Технарь — Одинцов
56. 2024 — Почему ты? — Костя